# 狭叶母草
狭叶母草（学名：Lindernia angustifolia），为玄参科母草属下的一个植物种。